# Meragisa sidata
Meragisa sidata är en fjärilsart som beskrevs av William Schaus 1901. Meragisa sidata ingår i släktet Meragisa och familjen tandspinnare. Inga underarter finns listade i Catalogue of Life.